# فرانسيس إتش فلاهرتي
فرانسيس إتش فلاهرتي (بالإنجليزية: Frances H. Flaherty)‏ هي كاتِبة وكاتبة سيناريو أمريكية، ولدت في 5 ديسمبر 1883 في بون في ألمانيا، وتوفيت في 22 يونيو 1972 في فيرمونت في الولايات المتحدة.

## وصلات خارجية
- فرانسيس إتش فلاهرتي على موقع IMDb (الإنجليزية)
- فرانسيس إتش فلاهرتي على موقع ألو سيني (الفرنسية)
- فرانسيس إتش فلاهرتي على موقع قاعدة بيانات الأفلام السويدية (السويدية)
- فرانسيس إتش فلاهرتي على موقع قاعدة بيانات الفيلم (الإنجليزية)
- فرانسيس إتش فلاهرتي على موقع كينوبويسك (الروسية)